# Long Caye
Long Caye ist eine Insel vor der Küste von Belize. Sie gehört zu den etwa 450 Inseln des Belize Barrier Reefs. Verwaltungstechnisch gehört sie zum Belize District.

## Geographie
Long Caye ist eine von sechs Inseln des Lighthouse Reef, eines etwa 75 km östlich von Belize City gelegenen Atolls, und die einzige permanent bewohnte. Die im Südwesten des Atolls gelegene Insel hat grob die Form eines unregelmäßigen Dreiecks mit einer spitzen Seite, aus der eine kleine, hakenförmig gebogene Landzunge herausragt. Ein Großteil der Insel besteht aus Lagunen und Mangrovenwald und steht unter Naturschutz.

## Fauna
Durch die im Vergleich zu den meisten anderen belizischen Inseln nennenswerte Landmasse ist Long Caye ein Rastplatz für Zugvögel auf dem Weg nach Norden oder Süden. Die Insel dient unter anderem Coccyzus minor, Dohlengrackel, Fischadler, Gold-Waldsänger, Grünreiher und Weißkopftaube als Brutgebiet.

## Nutzung
Long Caye ist wie viele Inseln vor der Küste Belizes in Privatbesitz. In den 1960er-Jahren wurde die Insel vom NASA-Ingenieur Jackson Lane Edwards II. erworben, dessen Erben auf Long Caye eine ökologisch ausgerichtete Ferienanlage mit angegliederter biologischer Forschungsstation errichteten und Teile der Insel parzellenweise verkauften. Neben privaten Ferienhäusern gibt es auch weitere kleine All-Inclusive-Resorts, von denen eines einen Shuttleservice betreibt, der die einzige kommerziell betriebene Verbindung zwischen Festland und Insel darstellt. An der Riffkante, etwa einen Kilometer westlich von Long Caye, herrschen gute Bedingungen für Großfische, so dass das Areal mit zehn Tauchgebieten eines der attraktivsten Gebiete für Sporttaucher in Belize darstellt. Das bekannteste Tauchgebiet Belizes, das Great Blue Hole, liegt etwa zwölf Kilometer nordöstlich von Long Caye.
Der Maler Bernard Oulie lebt auf Long Caye.